# Кищак Василь Іванович
Василь Іванович Кища́к (нар. 15 липня 1926, Балутянка — пом. 28 січня 1962, Львів) — український радянський майстер різьблення по дереву; член Спілки радянських художників України з 1959 року. Син різьбяра Івана, брат різьбяра Степана Кищаків.

## Біографія
Народився 15 липня 1926 року в селі Балутянці (нині Підкарпатське воєводство, Польща). Ремеслу навчався у батька. З 1945 року жив у Львові, працював у цеху різьблення артілі імені Лесі Українки. Помер у Львові 28 січня 1962 року. Похований у Львові на 42 полі Личаківського цвинтаря.

## Творчість
Працював у галузі різьби по дереву. Різьбив декоративні тарелі, таці, фруктівниці з орнаментами винограду, листків клена, явора, каштана, а також палиці з орнаментним листям, скриньки, скульптурки птахів та тварин. Серед робіт:
- панно «Рожа» (1960);

попільниці
- «Дикі кози» (1949);
- «Листок» (1954);

скульптури
- «Лань» (1951);
- «Боротьба турів» (1954);
- «Дика сім'я» (1954);
- «Боротьба ведмедя з диким кабаном» (1954);
- «Голуб миру» (1957);
- «Ведмідь» (1957);

декоративні тарелі
- «Кленове листя» (1954);
- «Листя папоротника» (1954);
- «Дуб і жолуді» (1960-ті).

Брав участь у виставках з 1949 року. За кордоном роботи експонувалися у Польщі у 1956 році, Франції у 1957 році.
Окремі роботи майстра зберігаються у Національному музеї декоративного мистецтва України у Києві, Музеї етнографії та художнього промислу і Національному музеї  у Львові.

## Літераткра
- Кіщак Василь Іванович // Словник художників України / відпов. ред. М. П. Бажан. — Київ : Головна редакція Української радянської енциклопедії, 1973. — 272 с.;
- Кіщак Василь Іванович // Митці України : Енциклопедичний довідник. / упоряд. : М. Г. Лабінський, В. С. Мурза ; за ред. А. В. Кудрицького. — Київ : «Українська енциклопедія» імені М. П. Бажана, 1992. — С. 297—298 . — ISBN 5-88500-042-5.;
- Кищак, Василий Иванович // Художники народов СССР. Биобиблиографический словарь. — Санкт-Петербург : Гуманитарное агентство Академический проект, 1995. — Т. 4, книга 2 (Каев—Кобозев). (рос.)};
- А. Леонова. Кіщак Василь Іванович // Мистецтво України : Біографічний довідник. / упоряд.: А. В. Кудрицький, М. Г. Лабінський ; за ред. А. В. Кудрицького. — Київ : «Українська енциклопедія» імені М. П. Бажана, 1997. — С. 297 . — ISBN 5-88500-071-9.;
- І. Д. Красовський. Кищак Василь Іванович // Енциклопедія сучасної України / ред. кол.: І. М. Дзюба [та ін.] ; НАН України, НТШ. — К. : Інститут енциклопедичних досліджень НАН України, 2014. — Т. 15 : Кот — Куз. — 711 с. — ISBN 978-966-02-7305-4.